# Saint-Sauves-d’Auvergne
Saint-Sauves-d’Auvergne  település Franciaországban, Puy-de-Dôme megyében. Lakosainak száma 1128 fő (2022. január 1.). Saint-Sauves-d’Auvergne Saint-Julien-Puy-Lavèze, La Tour-d’Auvergne, Avèze, La Bourboule, Laqueuille, Murat-le-Quaire, Saint-Sulpice és Tauves községekkel határos.

## Népesség
A település népessége az elmúlt években az alábbi módon változott:
| Lakosok száma | 1124 | 1123 | 1146 | 1133 | 1129 | 1128 | 1127 | 1128 | 1128 |
|               | 2013 | 2015 | 2016 | 2017 | 2018 | 2019 | 2020 | 2021 | 2022 |